# Ossessione d'amore (film 1989)
Ossessione d'amore è un film drammatico spagnolo del 1989, diretto da Javier Elorrieta e interpretato da Christopher Rydell, Ana Torrent e Sharon Stone. Trae vaga ispirazione dal racconto di Vicente Blasco Ibáñez Sangre y arena, da cui furono già tratte altre versioni cinematografiche (1916, 1922 e 1941).

## Trama
Juan Gallardo, un giovane torero spagnolo degli anni ottanta, è fortemente acclamato dal pubblico del suo paese, ma la sua vita viene sconvolta dall'incontro con la giovane e facoltosa proprietaria terriera Doña Sol.